# Roridulaceae
Roridulaceae is een botanische naam in de rang van familie, van tweezaadlobbige planten. Een familie onder deze naam wordt zo af en toe erkend door systemen voor plantentaxonomie, en ook door het APG-systeem (1998) en het APG II-systeem (2003).
Het gaat dan om een familie van twee soorten struikjes, voorkomend in Zuid-Afrika.
Het Cronquist-systeem (1981) erkende niet zo'n familie. Het Wettstein-systeem (1935) daarentegen wel; deze plaatste de familie in de orde Rosales.

## Taxonomie
- Geslacht Roridula
  - Roridula gorgonias - Planch.
  - Roridula dentata -  L.